# Otis (film)
Otis är en amerikansk skräckfilm/komedi från 2008, i regi av Tony Krantz.

## Handling
När unga och vackra Riley Lawson (Ashley Johnson) försvinner och det uppdagas att den seriemördande och kidnappande Otis Broth (Bostin Christopher) är i farten bestämmer sig föräldrarna Will och Kate (Daniel Stern och Illeana Douglas) samt brodern Reed (Jared Kusnitz) för att ta saken i egna händer då FBI med agenten Hotchkiss (Jere Burns) i spetsen visar sig vara i stort sett helt inkompetenta. När Otis bror Elmo (Kevin Pollak) av misstag torteras till döds finner sig familjen Lawson i en knipa av sällan skådat slag.

## Om filmen
- Filmen är Bostins första spelfilm som huvudrollsinnehavare.
- Kevin Pollak deltar i filmen utan ersättning. Regissören kontaktade Pollak och frågade om han ville bli torterad till döds av Illeana Douglas – gratis. Pollaks respons var "Vem skulle inte det?"[källa behövs]

## Rollista (i urval)
| Bostin Christopher | – Otis Broth                  |
| Ashley Johnson     | – Riley Lawson                |
| Jared Kusnitz      | – Reed Lawson                 |
| Illeana Douglas    | – Kate Lawson                 |
| Daniel Stern       | – Will Lawson                 |
| Jere Burns         | – Agent Hotchkiss             |
| Kevin Pollak       | – Otis bror Elmo Morton Broth |
| Tarah Paige        | – Kim                         |